# Baron Wake de Liddell

Armoiries de Wake de Liddell.

Le titre de Baron Wake de Liddell a été créé une fois dans la pairie d'Angleterre. Le 24 juin 1295, John Wake est convoqué au Parlement sous ce titre. Le titre s'est éteint en 1408.

## Première création (1295)
- 1295–1300 : John Wake (1268–1300)
- 1300–1349 : Thomas Wake (1298–1349), fils du précédent
- 1349 : Marguerite Wake (1300–1349), sœur du précédent
- 1349–1352 : Jean Plantagenêt (1330–1352), fils de la précédente
- 1352–1385 : Jeanne Plantagenêt (1328–1385), sœur du précédent
- 1385–1397 : Thomas Holland (1350–1397), fils de la précédente
- 1397–1400 : Thomas Holland (1372–1400), fils du précédent
- 1400–1408 : Edmond Holland (1384–1408), frère du précédent